# Прохоры (Кировская область)
 Прохоры  — деревня в Кирово-Чепецком районе Кировской области в составе Чепецкого сельского поселения.

## География
Расположена на расстоянии примерно 3 км на юг-юго-восток от юго-западной границы центра района города Кирово-Чепецк.

## История
Известна с 1873 года как починок Широковский 1-й (Прохоряне), дворов 6 и жителей 39, в 1905  (деревня Широковская или Прохоры) 9 и 61, в 1926 (уже Прохоры или Широковская ) 14 и 86, в 1950 13 и 48, в 1989 году 11 жителей. Настоящее название утвердилось с 1939 года. 

## Население
Постоянное население составляло 3 человека (русские 100%) в 2002 году, 16 в 2010.